# Pooth Kalan
Pooth Kalan es una ciudad censal situada en el distrito de Delhi noroeste,  en el territorio de la capital nacional,  Delhi (India). Su población es de 96002 habitantes (2011). 

## Demografía
Según el censo de 2011 la población de Pooth Kalan era de 96002 habitantes, de los cuales 51063 eran hombres y 44939 eran mujeres. Pooth Kalan tiene una tasa media de alfabetización del 86,33%, inferior a la media estatal del 86,21%: la alfabetización masculina es del 91,57%, y la alfabetización femenina del 80,40%.